# Wapen van Heeswijk

Wapen van Heeswijk

Het wapen van Heeswijk werd op 16 juli 1817 bij besluit van de Hoge Raad van Adel aan de toenmalige Noord-Brabantse gemeente Heeswijk bevestigd. Op 1 januari 1969 werd Heeswijk samengevoegd met Dinther tot de nieuwe gemeente Heeswijk-Dinther, waarmee het wapen van Heeswijk kwam te vervallen. In het wapen van Heeswijk-Dinther werden de wapens van de twee voormalige gemeenten samengevoegd. Op 1 januari 1994 ging Heeswijk-Dinther, samen met de gemeenten Nistelrode en Heesch op in een nieuwe gemeente die aanvankelijk Heesch genoemd werd, maar na een jaar verderging onder de naam Bernheze. Door de wijzigingen kwam het wapen van Heeswijk-Dinther te vervallen. De wapens van de samenstellende gemeenten waren te verscheiden om samengevoegd te worden, zodat het wapen van Bernheze geheel nieuw werd ontworpen.

## Blazoenering
De blazoenering bij het wapen luidt als volgt:
In azuur een leeuw van goud, gehalsband van hetzelfde.
De heraldische kleuren zijn lazuur (blauw) en goud (geel). Dit zijn de rijkskleuren. De beschrijving is later toegevoegd, oorspronkelijk stond in het register uitsluitend een tekening.

## Geschiedenis
Het wapen is afgeleid van het wapen van de familie Van der Leck, heren van Heeswijk en Dinther. Ook het wapen van Dinther is van dit familiewapen afgeleid. Bij de aanvraag van het wapen waren de kleuren waarschijnlijk niet gespecificeerd, waardoor het is verleend in de rijkskleuren goud op blauw.

## Verwante wapens
De volgende wapens zijn verwant aan het wapen van Heeswijk:

Het wapen van Heeswijk-Dinther
Het wapen van Dinther

Aalburg
· Aalst
· Aarle-Rixtel
· Alem 
· Alem, Maren en Kessel
· Almkerk
· Alphen en Riel
· Andel
· Baardwijk
· Bakel en Milheeze
· Beek en Donk
· Beers
· Berghem
· Berkel-Enschot
· Berlicum
· Besoyen
· Beugen en Rijkevoort
· Bladel en Netersel
· Bokhoven
· Borkel en Schaft
· Boxmeer
· Budel
· Capelle
· Chaam
· Cromvoirt
· Cuijk
· Cuijk en Sint Agatha
· De Werken en Sleeuwijk
· Den Dungen
· Deurne en Liessel
· Dieden, Demen en Langel
· Diessen
· Dinteloord (en Prinsenland)
· Dinther
· Dommelen
· Drongelen, Haagoort, Gansoijen en Doeveren
· Drunen
· Duizel en Steensel
· Dussen
· Eersel
· Eethen
· Emmikhoven en Waardhuizen
· Empel en Meerwijk
· Engelen
· Erp
· Esch
· Escharen
· Fijnaart en Heijningen
· Gassel
· Geffen
· Geldrop
· Gemert
· Genderen
· Gestel en Blaarthem
· Giessen
· Ginneken en Bavel
· Grave
· 's Gravenmoer
· Haaren 
· Halsteren
· Haps
· Haren en Macharen
· Hedikhuizen
· Heesch
· Heeswijk
· Heeswijk-Dinther
· Heeze
· Helvoirt
· Herpt
· Hoeven
· Hooge en Lage Mierde
· Hooge en Lage Zwaluwe
· Hoogeloon, Hapert en Casteren
· Huijbergen
· Kessel
· Klundert
· Landerd
· Leende
· Liempde
· Lierop
· Lieshout
· Linden
· Lith
· Luyksgestel
· Maarheeze
· Maasdonk
· Maashees en Overloon
· Made en Drimmelen
· Maren
· Meeuwen
· Megen, Haren en Macharen
· Mierlo
· Mill en Sint Hubert
· Moergestel
· Nederwetten en Eckart
· Nieuw-Ginneken
· Nieuw-Vossemeer
· Nieuwkuijk
· Nistelrode
· Nuenen en Gerwen
· Nuland
· Oeffelt
· Oerle
· Oijen en Teeffelen
· Oost-, West- en Middelbeers
· Oploo, Sint Anthonis en Ledeacker
· Ossendrecht
· Oud en Nieuw Gastel
· Oudenbosch
· Oudheusden
· Princenhage
· Prinsenbeek
· Putte
· Raamsdonk
· Ravenstein
· Reek
· Reusel
· Riethoven
· Rijsbergen
· Rijswijk
· Roosendaal en Nispen
· Rosmalen
· Sambeek
· Schaijk
· Schijndel
· Sint Anthonis
· Sint-Michielsgestel
· Sint-Oedenrode
· Soerendonk, Sterksel en Gastel
· Sprang
· Sprang-Capelle
· Standdaarbuiten
· Stiphout
· Stratum
· Strijp
· Terheijden
· Teteringen
· Tongelre
· Uden
· Udenhout
· Veen
· Veghel
· Veldhoven en Meerveldhoven
· Velp
· Vessem, Wintelre en Knegsel
· Vierlingsbeek
· Vlierden
· Vlijmen
· Vrijhoeve-Capelle
· Wanroij
· Waspik
· Werkendam
· Westerhoven
· Wijk en Aalburg
· Willemstad
· Woensel (en Eckart)
· Woudrichem
· Wouw
· Zeeland
· Zesgehuchten
· Zevenbergen